# High-Leit
High-Leit ist der Name einer Software für SCADA-Systeme zur hybriden Verarbeitung von Prozessdaten und ist als Netzleitsystem für Anwendungen in der Netzleittechnik der Energie- und Wasserversorgung, im Abwasser- und Umweltbereich sowie für industrielle Aufgabenstellungen konzipiert.

## Anwendung
High-Leit wird bei Transportnetzbetreibern und Verteilnetzbetreibern als zentrales Netzführungssystem eingesetzt. Insbesondere bei Stadtwerken ist die Software als sogenanntes Verbundsystem für mehrere Versorgungssparten im Einsatz. Der Name High-Leit ist ein eingetragenes Warenzeichen der IDS GmbH, ein Unternehmen der Unternehmensgruppe Vivavis.

## Versionsgeschichte
- 1980 – erste Version unter dem Namen LS1000 mit semigrafischer Benutzerschnittstelle
- 1985 – zweite Version unter dem Namen LS2000 mit ersten Funktionen für Stromversorgungsnetze
- 1989 – dritte Version unter dem Namen LS3000 für Großanwendungen in 32-Bit-Technologie mit Vollgrafik
- 1995 – Umbenennung in IDS High-Leit und Portierung auf Microsoft Windows und Solaris (Betriebssystem)
- 2003 – Einführung der sogenannten Weltbildfunktion mit Panning, Scrolling und Decluttering
- 2013 – Integration einer auf Geodaten basierten Netzdarstellung[1]
- 2015 – Integration von Lastmanagementfunktionen für das Smart Grid[2]
- 2019 – Integration von Funktionen für die Kapazitätsoptimierung für Verteilnetzbetreiber[3]